# Thomas Morgan (Musiker)

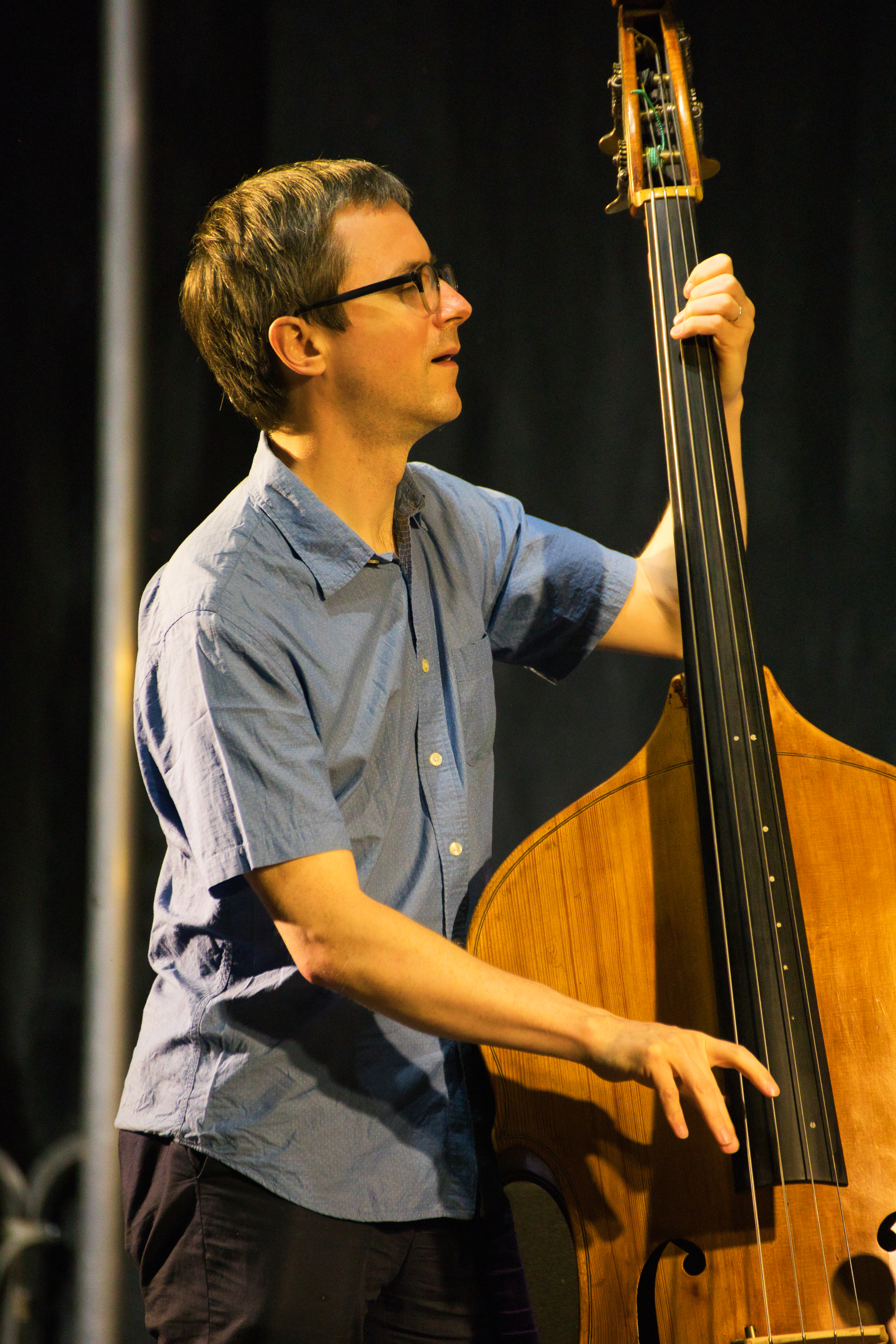
Thomas Morgan auf dem INNtöne Jazzfestival 2021

Thomas Morgan (* 14. August 1981 in Hayward, Kalifornien) ist ein US-amerikanischer Jazz-Musiker (Kontrabass, Cello) des Modern Creative.

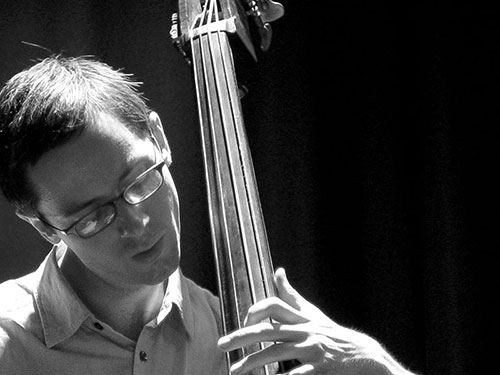
Thomas Morgan
Foto Hreinn Gudlaugsson

## Leben und Wirken
Morgan begann mit sieben Jahren zunächst Cello zu spielen, bevor er mit 14 Jahren zum Kontrabass wechselte. 2003 erwarb er den Bachelor of Music an der Manhattan School of Music, wo er bei Harvie Swartz und Garry Dial studierte; außerdem hatte er Unterricht bei Ray Brown und Peter Herbert. Morgan arbeitete im Laufe seiner Karriere mit David Binney, Steve Coleman, Joey Baron, Josh Roseman, Brad Shepik, Steve Cardenas, Timuçin Şahin, Kenny Wollesen, Gerald Cleaver, Adam Rogers, Kenny Werner und Charles Lloyd. Er ist u. a. bei Aufnahmen von Jakob Bro, Dan Tepfer, Jim Black (Reckon,  2020), John Abercrombie, Masabumi Kikuchi, Alexandra Grimal, Giovanni Guidi, Julian Erdem, Chet Doxas (You Can’t Take It with You, 2021), des Sylvie-Courvoisier-Mark-Feldman-Quartetts, Nadje Noordhuis (Full Circle, 2022), Anne Efternøler und von Jacob Garchik (Assembly, 2022) zu hören.

## Diskografische Hinweise
- Tyshawn Sorey: That/Not (Firehouse 12 Records, 2007)
- Masabumi Kikuchi Trio: Sunrise (ECM, 2009)
- Scott DuBois: Black Hawk Dance (Sunnyside, 2010)
- Jim Black Trio: Somatic (Winter & Winter, 2011)
- Sylvie Courvoisier-Mark Feldman Quartet: Hôtel du Nord (Intakt Records, 2011)
- Paul Motian: The Windmills of Your Mind (Winter & Winter, 2011)
- Masabumi Kikuchi / Thomas Morgan / Ben Street / Kresten Osgood: Kikuchi/Street/Morgan/Osgood (ILK, 2015)
- Jakob Bro, Thomas Morgan, Joey Baron: Streams (EMC, 2016)
- Bill Frisell: Small Town (ECM/New Arts, 2017)
- Alessandro Lanzoni, Thomas Morgan, Eric McPherson: Unplanned Ways (Cam Jazz, 2019)
- Charles Lloyd, Bill Frisell, Thomas Morgan Trios: Chapel (Blue Note Records 2022; Jahrespreis Preis der deutschen Schallplattenkritik)[3]
- Jakob Bro, Lee Konitz, Bill Frisell, Jason Moran, Thomas Morgan, Andrew Cyrille: Taking Turns (ECM, 2024), Avatar Studios, New York City, März 2014